# 特里·赫德森
特里·赫德森（英語：Terry Hudson，？—），英国男子硬地滚球、田径运动员。他曾代表英国参加1984年和1988年夏季残疾人奥林匹克运动会，获得一枚银牌和二枚铜牌。